# Трансамазонська складчастість
Трансамазонський орогенез був гороутворювальною подією в палеопротерозої, яка вплинула на те, що сучасні кратон Сан-Франциско та Гайанський щит. Під час орогенезу з 2,14 до 1,94 мільярда років тому відбулося зіткнення двох невеликих архейських протоконтинентів, включаючи блок Гавіан, де переважали зеленокаменний пояс, та блок Жек'є, де переважали кальційно-лужні чарнокіти та ендербіти. Лінеамент Контендас-Жакобіна являє собою шовну зону, де відбулася колізія, і блок Гавіан частково субдукувався під блок Жек'є. У той же час інший невеликий континентальний фрагмент, блок Серрінья, також міг зіткнутися і був значно перероблений та метаморфізований, при цьому ортогнейс та мігматит досягли амфіболітового рівня на послідовності метаморфічних фацій. Блок Серрінья є фундаментальною породою граніт-зеленокаменного поясу Ріо-Ітапікуру. Між блоками протоконтинентів, що зіткнулися, утворилося кілька магматичних дуг, включаючи пояс Сальвадор-Кюраса, пояс Контендас-Міранте, пояс Якобіна-Мундо-Ново та пояс Ітабуна-Атлантичний. На захід від блоку Гавіао батоліт Гуанамбі-Уранді утворився з монцоніту, гранітних інтрузій та сієніту, який згодом був покритий неопротерозойськими осадовими породами.
На Гайанському щиті Трансамазонська орогенеза призвела до повторного складання та реактивації давніших тектонічних утворень з Гурієнської орогенези, що призвело до утворення областей горсту та грабену, а також інтенсивних пірокластичних вивержень ігнімбритів та ріолітів.